# Método de Euler-Lagrange estocástico
En dinámica de fluidos computacional, el Método de Euler-Lagrange estocástico ('SELM' por sus siglas en inglés)» es un enfoque para capturar las características esenciales de las interacciones fluido-estructura sujetas a fluctuaciones térmicas al tiempo que introduce aproximaciones que facilitan el análisis y el desarrollo de métodos numéricos manejables. SELM es un enfoque híbrido que utiliza una descripción euleriana para los campos hidrodinámicos continuos y una descripción lagrangiana para las estructuras elásticas. Las fluctuaciones térmicas se introducen a través de campos de conducción estocásticos. También se introducen enfoques para los campos estocásticos de las SPDEs con el fin de obtener métodos numéricos que tengan en cuenta los artefactos de discretización numérica para mantener los principios estadísticos, como el equilibrio entre fluctuación y disipación y otras propiedades de la mecánica estadística.

## Ecuaciones y operadores
Las ecuaciones de fluido-estructura SELM que se utilizan habitualmente son
{\displaystyle \rho {\frac {d{u}}{d{t}}}=\mu \,\Delta u-\nabla p+\Lambda [\Upsilon (V-\Gamma {u})]+\lambda +f_{\mathrm {thm} }(x,t)}
{\displaystyle m{\frac {d{V}}{d{t}}}=-\Upsilon (V-\Gamma {u})-\nabla \Phi [X]+\xi +F_{\mathrm {thm} }}
{\displaystyle {\frac {d{X}}{d{t}}}=V.}
La presión «p» viene determinada por la condición de incompresibilidad del fluido.
{\displaystyle \nabla \cdot u=0.\,}
Los operadores {\displaystyle \Gamma ,\Lambda } acoplan los grados de libertad eulerianos y lagrangianos. Los símbolos {\displaystyle X,V} denotan los vectores compuestos del conjunto completo de coordenadas lagrangianas para las estructuras. El símbolo {\displaystyle \Phi } es la energía potencial para una configuración de las estructuras. Los símbolos {\displaystyle f_{\mathrm {thm} },F_{\mathrm {thm} }} son campos impulsores estocásticos que tienen en cuenta las fluctuaciones térmicas. Los {\displaystyle \lambda ,\xi } son multiplicadores de Lagrange que imponen restricciones, como deformaciones locales de cuerpos rígidos. Para garantizar que la disipación se produzca únicamente a través del acoplamiento {\displaystyle \Upsilon } y no como consecuencia de la interconversión por los operadores {\displaystyle \Gamma ,\Lambda }, se imponen las siguientes condiciones adjuntas
{\displaystyle \Gamma =\Lambda ^{T}.}
Las fluctuaciones térmicas se introducen mediante campos aleatorios gaussianos con media cero y estructura de covarianza.
{\displaystyle \langle f_{\mathrm {thm} }(s)f_{\mathrm {thm} }^{T}(t)\rangle =-\left(2k_{B}{T}\right)\left(\mu \Delta -\Lambda \Upsilon \Gamma \right)\delta (t-s).}
{\displaystyle \langle F_{\mathrm {thm} }(s)F_{\mathrm {thm} }^{T}(t)\rangle =2k_{B}{T}\Upsilon \delta (t-s).}
{\displaystyle \langle f_{\mathrm {thm} }(s)F_{\mathrm {thm} }^{T}(t)\rangle =-2k_{B}{T}\Lambda \Upsilon \delta (t-s).}

## Simplificaciones
Para obtener descripciones simplificadas y métodos numéricos eficientes, se han considerado aproximaciones en diversos regímenes físicos límite con el fin de eliminar la dinámica en escalas de tiempo pequeñas o los grados de libertad inerciales. En diferentes regímenes límite, el marco SELM puede relacionarse con el método de frontera inmersa, la dinámica stokesiana acelerada y el método lagrangiano-euleriano arbitrario. Se ha demostrado que el enfoque SELM produce una dinámica estocástica de fluidos y estructuras que es coherente con la mecánica estadística. En particular, se ha demostrado que la dinámica SELM satisface el equilibrio detallado para el conjunto de Gibbs-Boltzmann. También se han introducido diferentes tipos de operadores de acoplamiento que permiten describir estructuras que implican coordenadas generalizadas y grados de libertad de traslación o rotación adicionales. Para discretizar numéricamente las SPDEs SELM, también se introdujeron métodos generales para derivar campos estocásticos numéricos para SPDEs que tienen en cuenta los artefactos de discretización para mantener los principios estadísticos, como el equilibrio de fluctuación-disipación y otras propiedades de la mecánica estadística. 
Los métodos SELM se han utilizado para simulaciones de fluidos viscoelásticos y materiales blandos,
inclusiones de partículas dentro de interfaces fluidas curvas

y otros sistemas microscópicos y dispositivos de ingeniería.

## Software: Códigos numéricos y paquetes de simulación
- Mango-Selm : Stochastic Eulerian Lagrangian and Immersed Boundary Methods, 3D Simulation Package, (Python interface, LAMMPS MD Integration), P. Atzberger, UCSB